# Saint-Georges-sur-l’Aa
Saint-Georges-sur-l’Aa település Franciaországban, Nord megyében. Lakosainak száma 289 fő (2022. január 1.). Saint-Georges-sur-l’Aa Gravelines, Bourbourg, Craywick és Saint-Folquin községekkel határos.

## Népesség
A település népessége az elmúlt években az alábbi módon változott:
| Lakosok száma | 316  | 311  | 317  | 307  | 305  | 309  | 302  | 296  | 289  |
|               | 2013 | 2015 | 2016 | 2017 | 2018 | 2019 | 2020 | 2021 | 2022 |